# مارك راب
مارك راب (بالإنجليزية: Marc Raab)‏ هو لاعب كرة قدم أمريكية أمريكي، ولد في 26 يناير 1969 في سان دييغو في الولايات المتحدة.

## وصلات خارجية
- مارك راب على موقع مرجع كرة القدم المحترفة.كوم (الإنجليزية)